# Antoni Viver
Antoni Viver (Sant Esteve d'en Bas (Garrotxa), 1879 - Torroella de Montgrí (Baix Empordà), 30 de juny, 1914) fou un sacerdot, poeta i dramaturg garrotxí.
Va seguir la carrera sacerdotal al Seminari Conciliar de Girona, ordenant-se de prevere el 1903. Va exercir el ministeri parroquial a Sant Feliu de Guixols, Palafrugell i Vall-Llóbrega. Va col·laborar assíduament als diaris El Geronés i El Norte, de Girona; El Deber, d'Olot; EL Faro, de Sant Feliu de Guixols; La Veu de Catalunya i ¡Cu-Cut! de Barcelona, i a la revista Vida de Girona.
Com a polemista i com a poeta aconseguí molts èxits, sent llorejades diverses vegades les seves composicions en diferents concursos literaris.
També va cultivar la faula i l'apòleg satíric, amb molta originalitat i intenció. Va donar al teatre els drames Cap d'Estopes i Tartufisme, que van ser molt lloats per la seva finalitat moral. La delicadesa del sentiment i la fluïdesa d'expressió van ser les característiques d'aquest poeta.
La Lectura Popular, de Barcelona, al seu quadern núm. 276, va publicar una acurada recopilació de les obres del mateix.